# Koen Metsu
Koen Martha Alfred Metsu (Edegem, 23 juli 1981) is een Belgisch Vlaams-nationalistisch politicus voor de N-VA.

## Levensloop
Metsu studeerde in 2004 af als handelsingenieur aan de Universiteit Antwerpen. Tussen 2004 en 2010 werkte hij achtereenvolgens als consultant, senior consultant en division manager bij het internationale hr-adviesbureau Robert Half International en nadien was hij van 2010 tot 2014 oprichtend zaakvoerder van een adviesbureau op het gebied van bedrijfsvoering en managementadvies. 
In 2007 werd Metsu actief in de Edegemse politiek voor de lokale partij 'Edegem-anders', die zich later aansloot bij de N-VA. Bij de gemeenteraadsverkiezingen van oktober 2012 werd hij voor het eerst verkozen tot gemeenteraadslid van Edegem. Omdat zijn kieslijst een hoog aantal zetels binnenhaalde, koos de plaatselijke N-VA-afdeling voor een bestuursakkoord met Groen en Open Vld, in plaats van met de voormalige kartelpartners van de CD&V verder te werken. Metsu werd burgemeester van Edegem met bijkomende bevoegdheden Algemene planning en coördinatie, Publieke dienstverlening, Organisatieontwikkeling, Veiligheid en Openbare orde en Brandweer. Bij de gemeenteraadsverkiezingen van oktober 2018 haalde de N-VA een absolute meerderheid in Edegem, waardoor hij burgemeester kon blijven. Bij de verkiezingen van oktober 2024 behield de Edegemse N-VA haar absolute meerderheid, maar desalniettemin besloot de partij haar meerderheid te verruimen van CD&V. In december 2024 begon Metsu aan zijn derde termijn als burgemeester.
Bij de verkiezingen van 25 mei 2014 werd hij verkozen als lid van de Kamer van volksvertegenwoordigers voor de kieskring Antwerpen. Metsu werd er lid van de Kamercommissie Binnenlandse Zaken en ging er het politie- en brandweerbeleid opvolgen, alsook de strijd tegen terrorisme en radicalisering. In 2015 werd Metsu in de Kamer voorzitter van de tijdelijke commissie Terreurbestrijding. Bij de verkiezingen van mei 2019 en die van juni 2024 werd Metsu herkozen als Kamerlid. 
Metsu is ambassadeur voor SOS Kinderdorpen en actief lid van Voka.
Metsu kreeg kritiek toen hij in april 2022 Israël en de Westelijke Jordaanoever bezocht en daarbij de nederzettingenpolitiek verdedigde.